# Lottorp
 Ikke at forveksle med Löttorp og Lotorp.
Lottorp (dansk) eller Lottorf (tysk) er en landsby og kommune beliggende cirka 15 km syd for Slesvig by i Sydslesvig. Administrativt hører kommunen under Slesvig-Flensborg kreds i den nordtyske delstat Slesvig-Holsten. Kommunen samarbejder på administrativt plan med andre kommuner i omegnen i Haddeby kommunefællesskab (Amt Haddeby). I kirkelig henseende ligger byen i Haddeby Sogn. Sognet lå i Arns Herred (Gottorp Amt, Sønderjylland), da området tilhørte Danmark.

## Geografi
Lottorp er beliggende syd for Slien ved randen af Hyttenbjerge. Landsbyer i omegnen er Hjagel (i nordvest), Selk (i nord), Geltorp (i nordøst), Brekendorf (i sydøst) og Boglund (Okslev kommune, i sydvest).

## Historie
Lottorp (Lottrup) er første gang dokumenteret 1649 og betyder Loppas by (sml. oldnordisk Loptr for Loki). Samme navn er Lottrup ved Vejle og Loppetorp i Blekinge.
Under Treårskrigen kom det den 24. November 1850 til kamphandlinger mellem danske og tyske tropper ved landsbyen (→Slaget ved Lottorp).